# Beskidy Lesiste
Beskidy Lesiste (522.1) – makroregion stanowiący niższą, północną część Beskidów Wschodnich (Zewnętrzne Karpaty Wschodnie). Leżą na obszarze Polski, Słowacji, Ukrainy i Rumunii.
Po stronie polskiej graniczą od północy z Pogórzem Środkowobeskidzkim, a od zachodu z Beskidem Niskim.
Granice Beskidów Lesistych wyznaczają doliny:
- Sanu, Osławy i Osławicy na północnym zachodzie,
- Suczawy na południowym wschodzie.

Najwyższym szczytem tej części Beskidów jest Wielka Sywula w Gorganach (1836 m n.p.m.).
W ich skład wchodzą:
- Góry Sanocko-Turczańskie,
- Bieszczady Zachodnie,
- Bieszczady Wschodnie,
- Beskidy Brzeżne,
- Gorgany,
- Beskidy Pokucko-Bukowińskie.

Beskidy Lesiste przecięte są kilkoma ważnymi szlakami komunikacyjnymi, biegnącymi przez przełęcze Użocką i Jabłonicką.